# ユンケル委員会

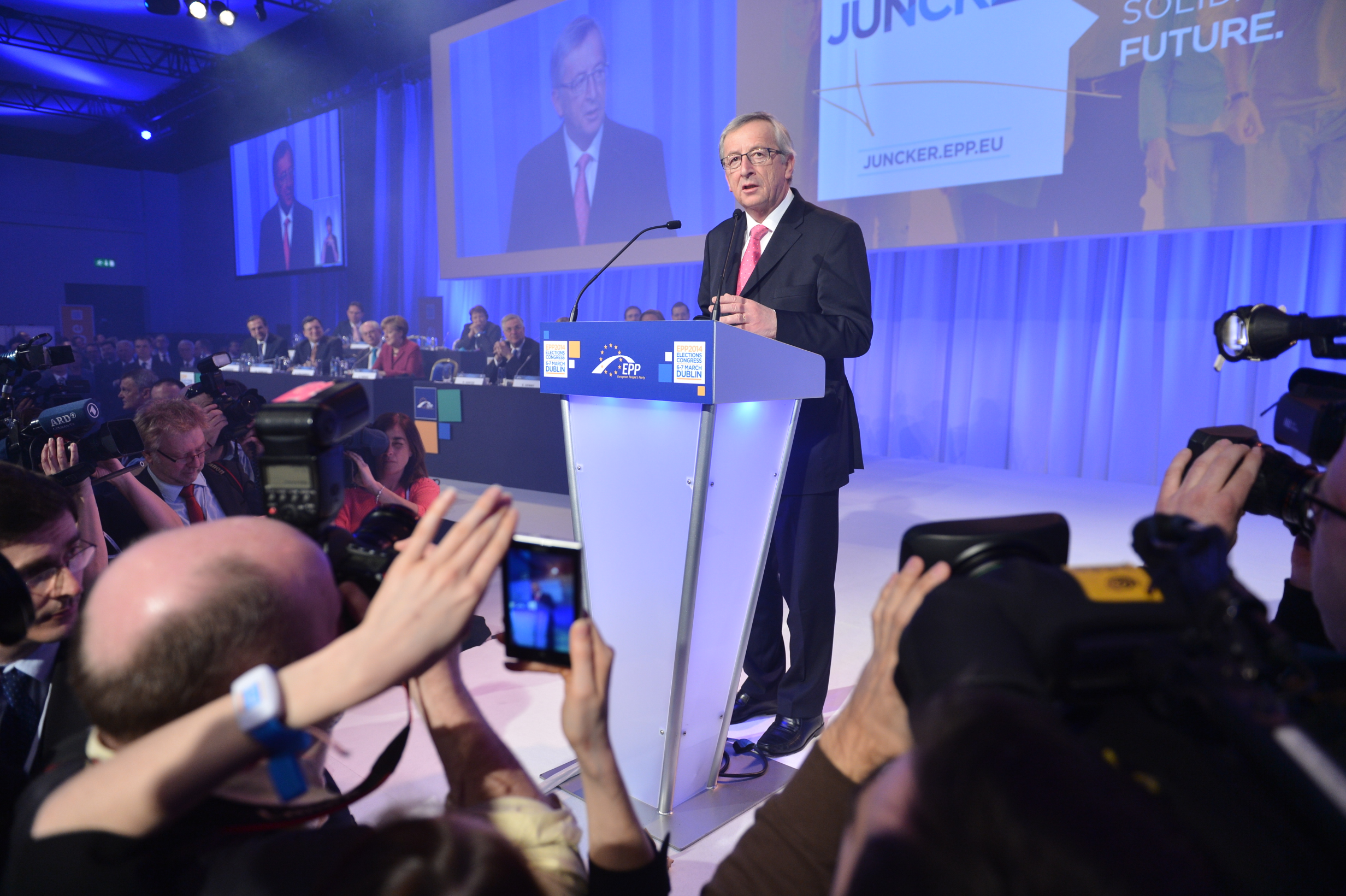
2014年3月の欧州人民党大会で演説するユンケル

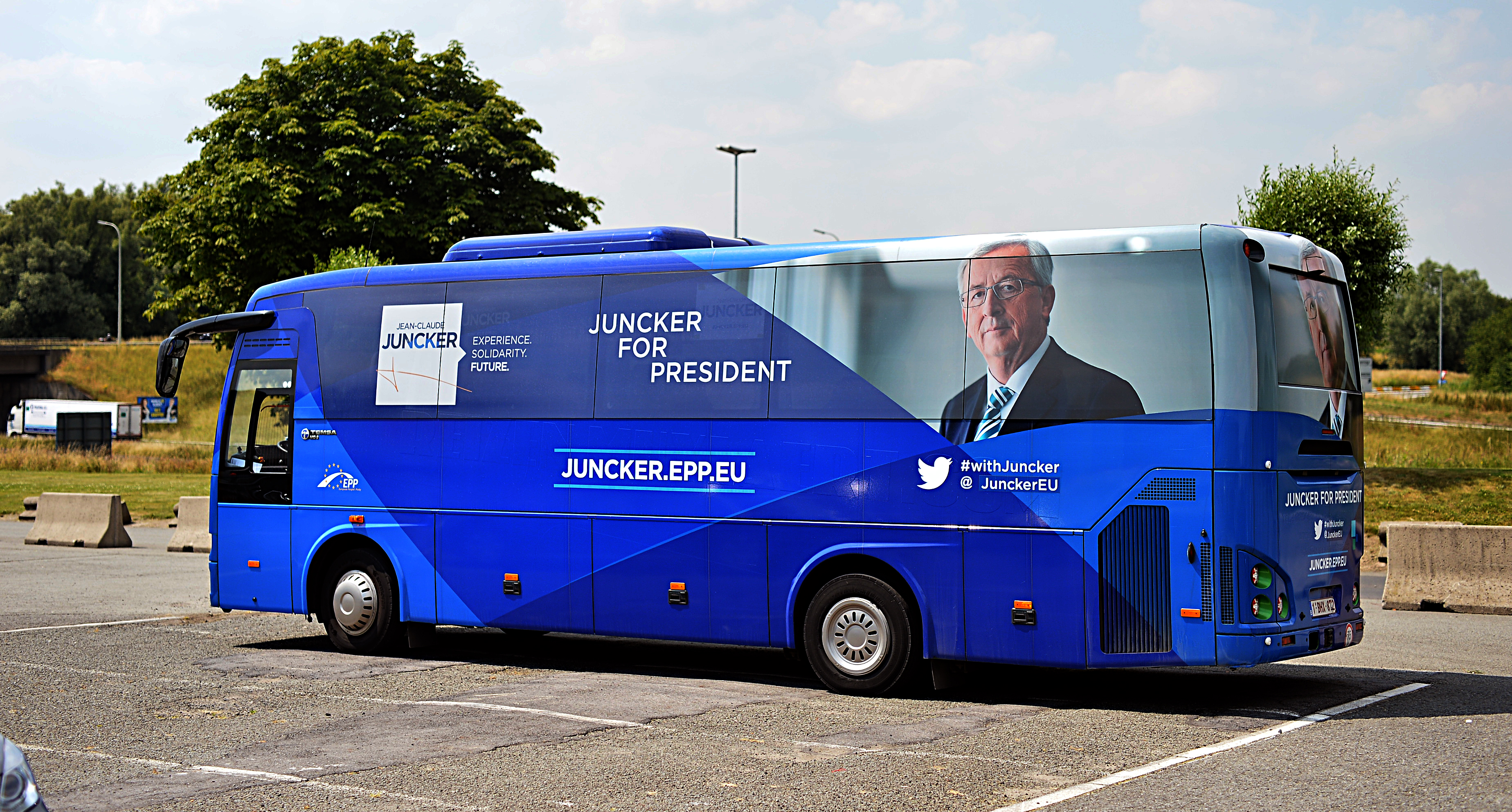
2014年選挙で使用されたユンケル陣営のバス

ユンケル委員会（英: Juncker Commission）は、ジャン＝クロード・ユンケルを委員長とした欧州委員会。バローゾ委員会から引き継ぎ2014年11月1日に発足し、2019年11月30日に任期満了を迎えた。ユンケルのほか、欧州連合 (EU) 加盟国（ユンケルの出身国であるルクセンブルクを除く）から1名ずつ選出された27名の委員から構成されていた。

## 沿革
2014年の欧州議会議員選挙において、ユンケルは欧州人民党 (EPP) の欧州委員長候補として選挙戦を展開した。その結果、EPPが第一党となると、6月27日に欧州理事会は委員長にユンケルを推薦した。これをうけて、7月15日に欧州議会が新委員長にユンケルを選出した。10月22日にはユンケル委員会の陣容が欧州議会で承認され、10月23日から24日の欧州理事会で正式に新たな委員会が任命された。新委員会は2014年11月1日に正式に発足した。
ユンケルは、雇用と成長に重点を置いた10項目からなる綱領を発表していた。

## 委員名簿
所属政党
      欧州人民党 （14名）
      欧州社会党 （8名）
      欧州自由民主同盟 （5名）
      無所属 （1名）
| 職名                                                                  | 肖像 | 氏名                               | 国籍           | 所属政党 | 所属政党                                        |
| --------------------------------------------------------------------- | ---- | ---------------------------------- | -------------- | -------- | ----------------------------------------------- |
| 委員長                                                                |      | ジャン＝クロード・ユンケル         | ルクセンブルク |          | 欧州人民党 キリスト教社会人民党                 |
| 第一副委員長                                                          |      | フランス・ティンメルマンス         | オランダ       |          | 欧州社会党 労働党                               |
| よりよい規制・機構間関係・ 法の支配・基本権憲章担当委員               |      | フランス・ティンメルマンス         | オランダ       |          | 欧州社会党 労働党                               |
| 副委員長                                                              |      | フェデリカ・モゲリーニ             | イタリア       |          | 欧州社会党 民主党                               |
| 外務・安全保障政策上級代表                                            |      | フェデリカ・モゲリーニ             | イタリア       |          | 欧州社会党 民主党                               |
| 副委員長                                                              |      | クリスタリーナ・ゲオルギエヴァ     | ブルガリア     |          | 欧州人民党 ヨーロッパ発展のためのブルガリア市民 |
| 予算・人的資源担当委員                                                |      | クリスタリーナ・ゲオルギエヴァ     | ブルガリア     |          | 欧州人民党 ヨーロッパ発展のためのブルガリア市民 |
| 副委員長                                                              |      | マロシュ・シェフチョビッチ         | スロバキア     |          | 欧州社会党 方向・社会民主主義                   |
| エネルギー同盟担当委員                                                |      | マロシュ・シェフチョビッチ         | スロバキア     |          | 欧州社会党 方向・社会民主主義                   |
| 副委員長                                                              |      | ユルキ・カタイネン                 | フィンランド   |          | 欧州人民党 国民連合党                           |
| 職業・成長・投資・競争力担当委員                                      |      | ユルキ・カタイネン                 | フィンランド   |          | 欧州人民党 国民連合党                           |
| 副委員長                                                              |      | ヴァルディス・ドンブロウスキス     | ラトビア       |          | 欧州人民党 統一                                 |
| ユーロ・社会対話担当委員 金融安定・金融サービス・資本市場同盟担当委員 |      | ヴァルディス・ドンブロウスキス     | ラトビア       |          | 欧州人民党 統一                                 |
| 副委員長                                                              |      | アンドルス・アンシプ               | エストニア     |          | 欧州自由民主同盟 エストニア改革党               |
| デジタル単一市場担当委員                                              |      | アンドルス・アンシプ               | エストニア     |          | 欧州自由民主同盟 エストニア改革党               |
| 司法・消費者担当委員                                                  |      | ヴェーラ・ヨウロヴァー             | チェコ         |          | 欧州自由民主同盟 ANO 2011                       |
| デジタル経済・社会担当委員                                            |      | ギュンター・エッティンガー         | ドイツ         |          | 欧州人民党 キリスト教民主同盟                   |
| 経済財政問題・財政・関税担当委員                                      |      | ピエール・モスコヴィシ             | フランス       |          | 欧州社会党 社会党                               |
| 雇用・社会問題・技能・労働移動担当委員                                |      | マリアンヌ・ティッセン             | ベルギー       |          | 欧州人民党 キリスト教民主フラームス             |
| 地域政策担当委員                                                      |      | コリーナ・クレツ                   | ルーマニア     |          | 欧州社会党 社会民主党                           |
| 欧州近隣政策・拡大交渉担当委員                                        |      | ヨハネス・ハーン                   | オーストリア   |          | 欧州人民党 オーストリア国民党                   |
| 移民・市民権担当                                                      |      | ディミトリス・アブラモプロス       | ギリシャ       |          | 欧州人民党 新民主主義党                         |
| 保健・食品安全担当                                                    |      | ヴィーテニス・アンドリュカイティス | リトアニア     |          | 欧州社会党 リトアニア社会民主党                 |
| 安全保障同盟担当委員                                                  |      | ジュリアン・キング                 | イギリス       |          | 無所属                                          |
| 域内市場・産業・企業・中小企業担当委員                                |      | エルジュビェタ・ビエンコフスカ     | ポーランド     |          | 欧州人民党 市民プラットフォーム                 |
| 気候行動・エネルギー担当委員                                          |      | ミゲル・アリアス・カニェーテ       | スペイン       |          | 欧州人民党 国民党                               |
| 国際協力・開発担当委員                                                |      | ネヴェン・ミミツァ                 | クロアチア     |          | 欧州社会党 クロアチア社会民主党                 |
| 競争担当委員                                                          |      | マルグレーテ・ヴェステアー         | デンマーク     |          | 欧州自由民主同盟 ラディケーリ                   |
| 交通担当委員                                                          |      | ヴィオレタ・ブルツ                 | スロベニア     |          | 欧州自由民主同盟 現代中央党                     |
| 貿易担当委員                                                          |      | セシリア・マルムストローム         | スウェーデン   |          | 欧州自由民主同盟 自由党                         |
| 海洋・環境問題・漁業担当委員                                          |      | カルメヌ・ヴェッラ                 | マルタ         |          | 欧州社会党 労働党                               |
| 教育・文化・青少年・スポーツ担当委員                                  |      | ティボル・ナヴラチチ               | ハンガリー     |          | 欧州人民党 フィデス                             |
| 研究・科学・イノベーション担当委員                                    |      | カルロス・モエダス                 | ポルトガル     |          | 欧州人民党 社会民主党                           |
| 農業・農村開発担当委員                                                |      | フィル・ホーガン                   | アイルランド   |          | 欧州人民党 フィナ・ゲール                       |
| 人道支援・危機管理担当委員                                            |      | フリストス・スティリアニデス       | キプロス       |          | 欧州人民党 民主運動党                           |